# Jannick van der Laan
Jannick van der Laan (nascut el 10 de juliol de 1995 ) és un àrbitre de futbol professional neerlandès, que exerceix des de la temporada 2018/2019.
Van der Laan arbitra partits de competicions de la KNVB des de la temporada 2018/2019, principalment partits de la Keuken Kampioen Divisie. Va debutar en el futbol professional el 7 de setembre de 2018 en el partit entre el Jong FC Utrecht i el Jong PSV (3-2) a l'Eerste Divisie. Debutà a l'Eredivisie durant el partit Heracles - RKC el 17 d'octubre de 2020. El 20 de desembre de 2024, va cometre una greu errada durant el partit de l'Eredivisie entre l'RKC i el PEC Zwolle en anul·lar erròniament un gol del PEC a l'últim minut del partit per fora de joc segons el VAR. No obstant això, era una centrada des d'un córner, cosa que significa que mai no es pot produir fora de joc.
Van der Laan va jugar a l'equip juvenil del JVC Cuijk i també hi va ser entrenador. És el germà petit del futbolista Jordie van der Laan.